# レイルアマーフィー
レイルア マーフィー（Leilua Murphy、1988年12月2日 - ）は、トップイースト-Bクリーンファイターズ山梨に所属するラグビー選手。旧名「マーフィー・レイルア」。

## プロフィール
- ニュージーランド・クライストチャーチ出身。
- ポジションはプロップ(PR)。
- 身長 185cm、体重 108kg
- ニックネームはMURPH。
- 7人制日本代表に選ばれたことがある[1]。

## 略歴
高校からラグビーを始めた。
2008年、デ・ラ・サールカレッジ卒業後、山梨学院大学に入る。
2012年、山梨学院大学卒業後、キヤノンイーグルス(現・横浜キヤノンイーグルス)に加入。
2014年、日本に帰化した。
2015年1月4日に行われたジャパンラグビートップリーグ2ndステージ第6節のパナソニック ワイルドナイツ戦に先発出場で公式戦初出場を果たす。
2017年、NTTコミュニケーションズシャイニングアークスに加入。
2021年、花園近鉄ライナーズに加入。
2022年、クリーンファイターズ山梨に加入。